# ポイボス・カルテル

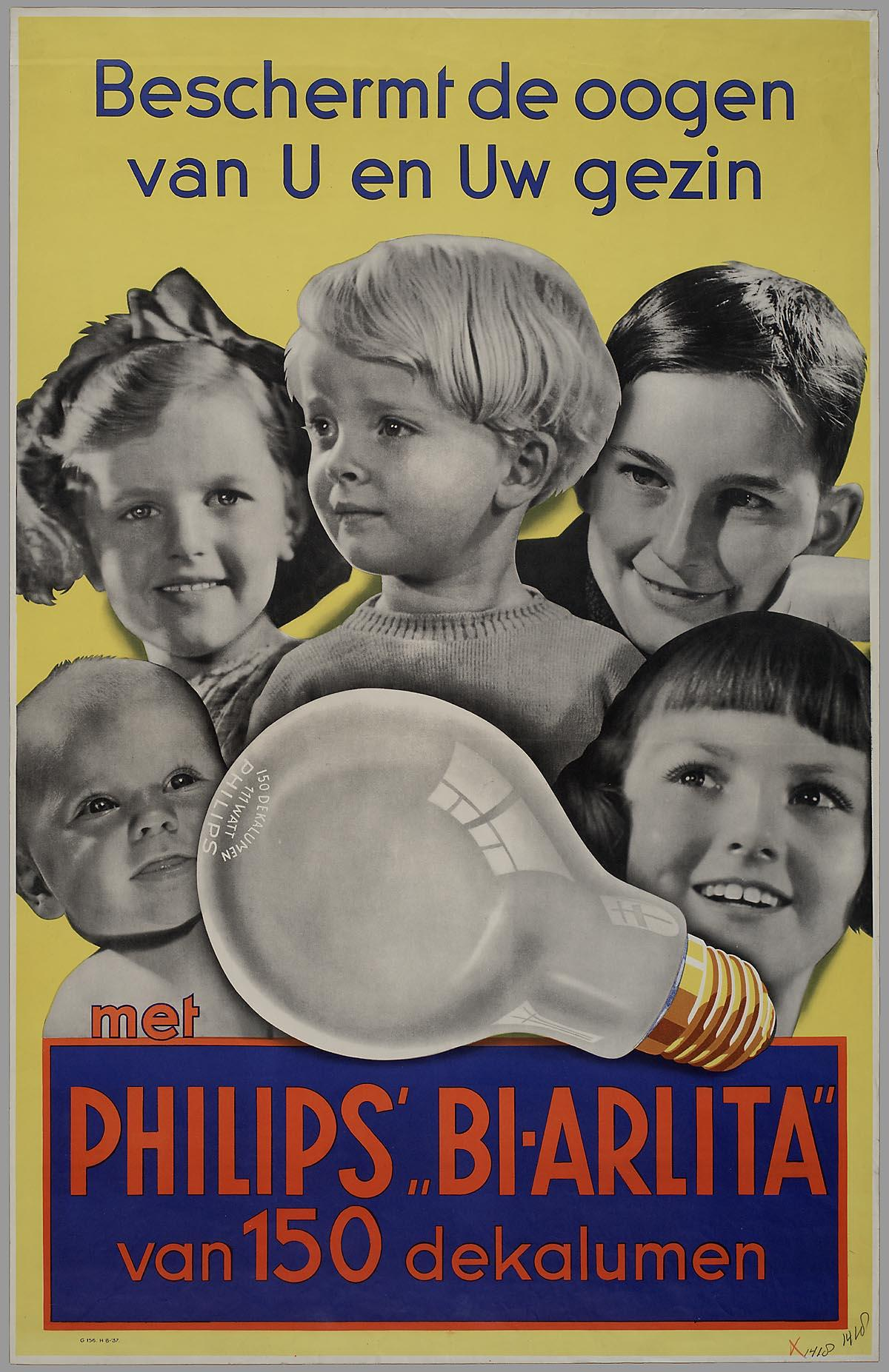
「フィリップスの “Bi-Arlita” 150デカルーメンであなたとあなたの家族の目を守ろう」（1937年の広告）

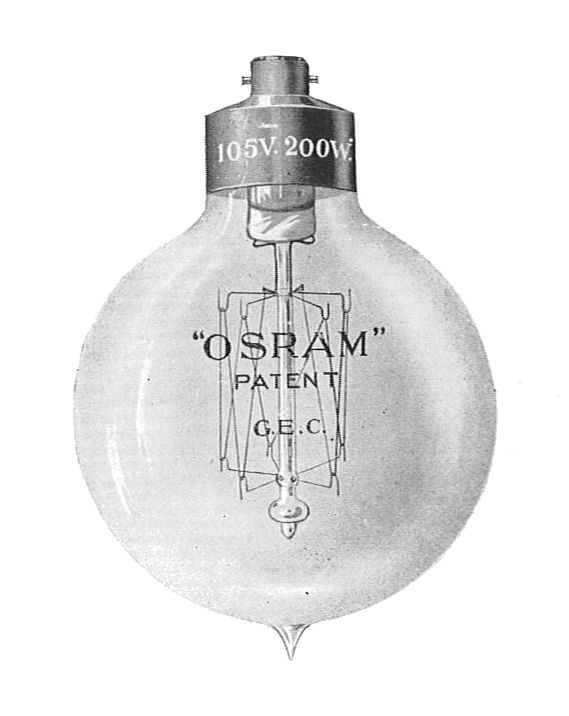
オスラムの電球（1910年）

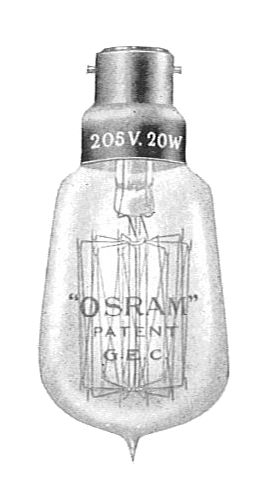
オスラムの電球（1910年）

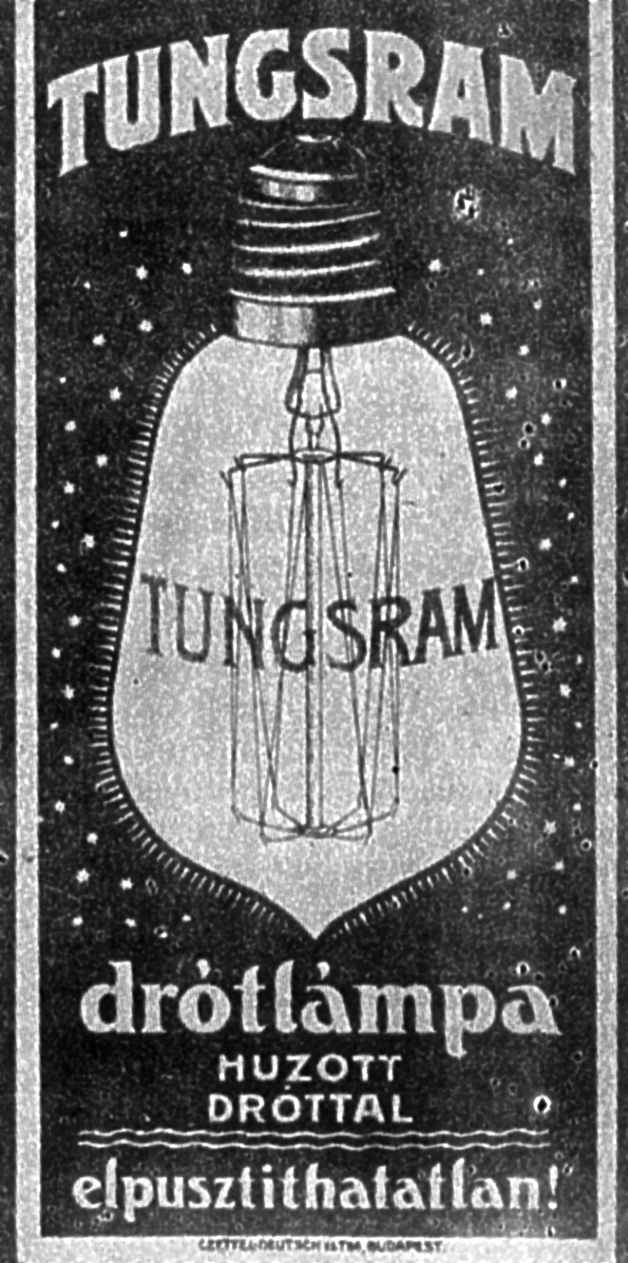
タングスラムの電球の広告（1904年）

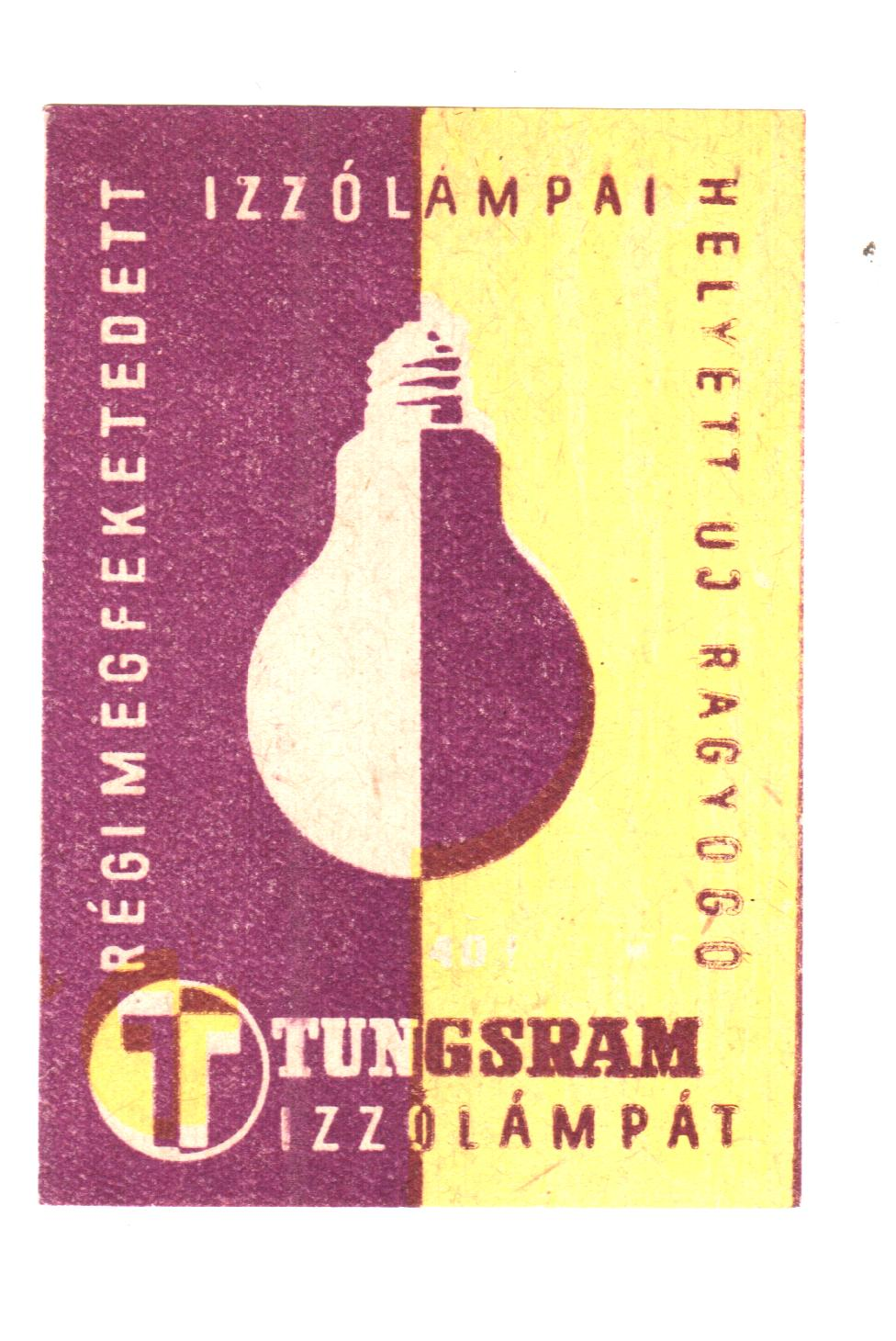
タングスラムの電球の広告（1940年代）

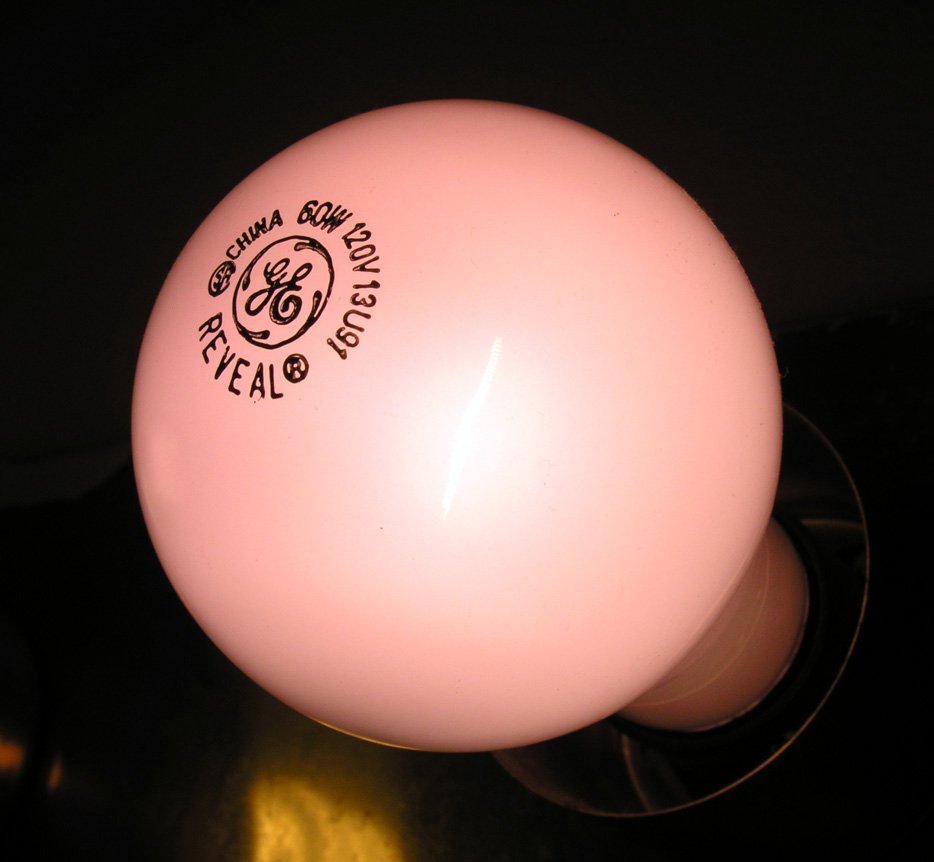
GEの電球

ポイボス・カルテル（Phoebus cartel、フェーバス・カルテル、フィーバス・カルテル）は、戦間期に白熱電球の生産と販売を支配するために結ばれた国際的な企業協約（カルテル）である。当該カルテルは、アメリカ、フランス、ハンガリー、イギリス、ドイツなどの、異なる国籍を持った企業の間で国家を超えて結ばれ、当該カルテル参加企業においては白熱電球の寿命が1000時間を越えないようにするという計画的陳腐化が世界規模で実行された。約20年間、電球産業における正当な競争を減少させ、寿命の長い電球を製造するための技術開発を妨げた。

## カルテル参加企業
以下の企業を始めとする世界15ヵ国の企業がポイボス・カルテルの参加企業であった。
- オスラム
- フィリップス
- ゼネラル・エレクトリック（インターナショナル・GE、GE・オーバーシーズ・グループ）
- タングスラム（英語版）
- 英国電気産業連合（英語版） (Associated Electrical Industries; AEI)
- ELIN（ドイツ語版） (ELIN Aktiengesellschaft für elektrische Industrie)
- フランス電球会社（フランス語版）

メンバー企業はスイスに “Phoebus S.A. Compagnie Industrielle pour le Développement de l'Éclairage” という名の株式企業を設立し、各企業の電球販売量に比例した株を保有した。社名にあるPhoebusとはギリシャ神話の太陽神のことである。ポイボス契約は1924年12月23日から発効し、終期を1955年と定められた。
カルテルを束ねるスイス企業の前身となる組織である “Internationale Glühlampen Preisvereinigung” は、オスラムにより1921年に設立された。フィリップスをはじめとするヨーロッパの電機会社がアメリカ市場へ参入しようとしたとき、ゼネラル・エレクトリックは、パリに “International General Electric Company” を設立して対抗した。この2組織は、特許と各国への市場参入をお互いに融通しあった。国際的な競争が激しくなるに連れ、主要な企業間で交渉が行われるようになり、それぞれの企業活動をコントロールし制限することによって、互いの縄張りを侵さないようにした。

## 国際的な市場分割
カルテルは、コストを下げる手軽な方法であり、白熱電球の寿命を1000時間以内に規格化する機能を果たした。それと同時に、企業間競争への心配をせずに価格を釣り上げることができた。メンバー企業の電球は常時検査され、1000時間を超える電球を作った会社には罰金が課せられた。1929年には規定時間を超過した場合に支払わなくてはならない金額がスイスフランを通貨単位として表に示された。この契約は当時公表されておらず、電球の規格化に理論的根拠があるものと錯覚させた。
1000時間という寿命は、ほとんどの電球に最適化された合理的な寿命であるとされ、長寿命は効率を犠牲にしなければ得られないものとされた。効率が下がることの根拠としては、熱を発すれば発するほど明るさが低下し、電力の無駄になるからという説明がされた。
ポイボス・カルテルは、世界の電球市場を3つのカテゴリーに分割していた。
1. 自国領域カルテルのメンバー企業が国籍を有する国家が支配する領域（イギリスを除く）
2. 大英帝国の海外領土ここに含まれる市場に関しては、AEI、オスラム、フィリップス、タングスラムが管理することとした
3. 共有領域その他の市場

## 特許
前節の国際的な市場分割を可能にする手段として、特許が用いられた。ポイボス・カルテルに用いられた具体的な特許発明の例としては、以下のものが挙げられる。
- アメリカ合衆国特許第 1,180,159号
アーヴィング・ラングミュアによる、電球の中に不活性ガスを封入することによりタングステン電球寿命を延長させる発明。1913年出願、1916年権利化。
- アメリカ合衆国特許第 1,410,499号
アラダー・パクズによる、タングステン線の不垂下・不転位フィラメントの発明。1917年出願、1922年権利化。
- アメリカ合衆国特許第 1,423,956号 & アメリカ合衆国特許第 1,423,967号
ロリス・エドウィン・ミッチェルとアーサー・ジェイムス・ホワイトによる、無尖頭電球の製造方法の発明。1919年出願、1922年権利化。
- アメリカ合衆国特許第 1,687,510号
マーヴィン・ピプキン（英語版）による、電球内面のつや消しに関する発明。1925年出願、1928年権利化。

## 活動の停止
1920年代末、スウェーデン、デンマーク及びノルウェーの連合企業である the North European Luma Co-op Society が独立した生産センターの設立を計画し始めた。ポイボス・カルテルはこれに対して経済的、法的な脅しをかけたが、意図したほどには成果を結ばず、1931年にはスカンジナビア諸国でポイボス・カルテルの参加企業のものよりも相当に安い白熱電球の生産と販売が行われるようになった。また、ポイボス・カルテルの当初の契約期間は1955年までとなっていたが、第二次世界大戦の勃発により続けられなくなった。大戦による中断を挟んで、1948年にカルテルの活動が再開される。
しかしながら、1951年にポイボス・カルテルの活動は、英国の反トラスト委員会 (Competition Commission) の報告書の対象となった。この報告書が、消費者が電球により多くを支払うように仕向けたであろう価格カルテルについて非難した場合でも、ポイボス・カルテルは寿命の制限が消費者の不利益をもたらしたという追及には反駁した。

## ポイボス・カルテルの研究
第二次世界大戦の開始時、19世紀末から戦間期にかけて結ばれた多くのカルテル契約が産業経済に果たした役割は、研究者ごとに多様な解釈がある。
特に白熱電球の分野では、ポイボス契約のように、国内カルテルから国際カルテルへと進んだ。まず、アメリカ合衆国では1896年にゼネラル・エレクトリックにより白熱電球製造協会 (Incandescent Lamp Manufacturing Association) が設立された。ドイツでは、1911年に電球の規格化が行われ、1918年にAEG (Allgemeine Elektrizitäts-Gesellschaft)、Siemens & Halske、Deutsche Gasglühlicht AG の三つの生産会社がカルテルを目的としたオスラムを組織した。これは第一次世界大戦の敗北の結果によりドイツ外の販売で損失を受けるのを阻止するのが目的であった。
この産業集中のプロセスは、この後、大英帝国などドイツの西にある他の国々へ波及した。
これら国内カルテルの段階では、（関税や規制を課すことによって）主に自国の領域を競合他社から守ることが意図されていた。しかしながら、独占又は寡占の地位にあるこれら企業の行動は、価格の恣意的な上昇も引き起こした。
ポイボス契約が技術革新に対して果たした負の役割、特に、白熱電球の計画的陳腐化における役割については、ほとんど文献がなかった。1920年代のフランスでは、アメリカとドイツの各企業の政策が電球産業にもたらした状況の結果、複雑な法廷闘争が引き起こされた。複数の裁判で電球に実施されている種々の特許技術が争われた。また、金融面でも込み入った争いがあった。これはフランス国内企業が、国際カルテルに加入する際に支払う加入料をいくらとするかという争いであった。
高電圧長寿命の電球の導入に反対するカルテルの立場も、契約参加企業が保有する特許を通して、オスラム／エジソンの技術を保護することに一致していた。